# Shinee
Shinee (en hangul, 샤이니; romanización revisada, Sya-ini; estilizado como SHINee) es una boy band surcoreana formada por SM Entertainment en 2008. Originalmente, el grupo estaba formado por cinco miembros: Onew, Jonghyun, Key, Minho y Taemin. Sin embargo, el 18 de diciembre de 2017, Jonghyun falleció. SHINee debutó oficialmente en el programa musical Inkigayo de SBS el 25 de mayo de 2008 con el sencillo «Replay».
Desde su debut, SHINee ha lanzado once álbumes de estudio (siete en coreano y cuatro en japonés), cinco miniálbumes, cuatro álbumes en vivo, así como numerosos sencillos japoneses y remakes de sus canciones coreanas en japonés. El grupo también ha ganado numerosos premios, realizando cinco giras y protagonizando su propio reality show. La agrupación es considerada un ícono de la moda después de crear un estilo de vestir llamado «Tren SHINee», además de ser conocidos también por sus movimientos de baile compactos y elaborados.
Debutaron en Japón el 22 de junio de 2011 con la versión japonesa del sencillo «Replay». El sencillo vendió más de 100 000 copias y se convirtió en el sencillo de un grupo de K-pop más vendido según Oricon en ese momento. Su primer álbum de estudio japonés, The First, fue lanzado el 7 de diciembre de 2011 y fue seguido por Boys Meet U (2013), I'm Your Boy (2014) y D×D×D (2016).

## Historia

### 2008-2009: Debut conReplay,The SHINee World, rozando la popularidad y nuevos lanzamientos
El primer miniálbum del grupo, Replay, fue lanzado por el sello discográfico SM Entertainment el 22 de mayo de 2008. El álbum debutó en el puesto diez y subió al octavo lugar en las listas de Corea del Sur, y vendió 17 957 copias en la primera mitad de 2008.
El 7 de junio de 2008, SHINee participó en un evento llamado Dream Concert celebrado en el Estadio Olímpico de Seúl con otros grupos y cantantes de Corea del Sur. El grupo ganó el premio «Novato del mes» en los Cyworld Digital Music Awards el 22 de junio de 2008. SHINee participó en SMTown Live '08 que se realizó el 18 de agosto de 2008 en el Estadio Olímpico de Seúl. El 23 de agosto de 2008, asistieron a los Mnet 20 Choice Awards 2008 y se llevaron a casa el premio «Nueva estrella hot».

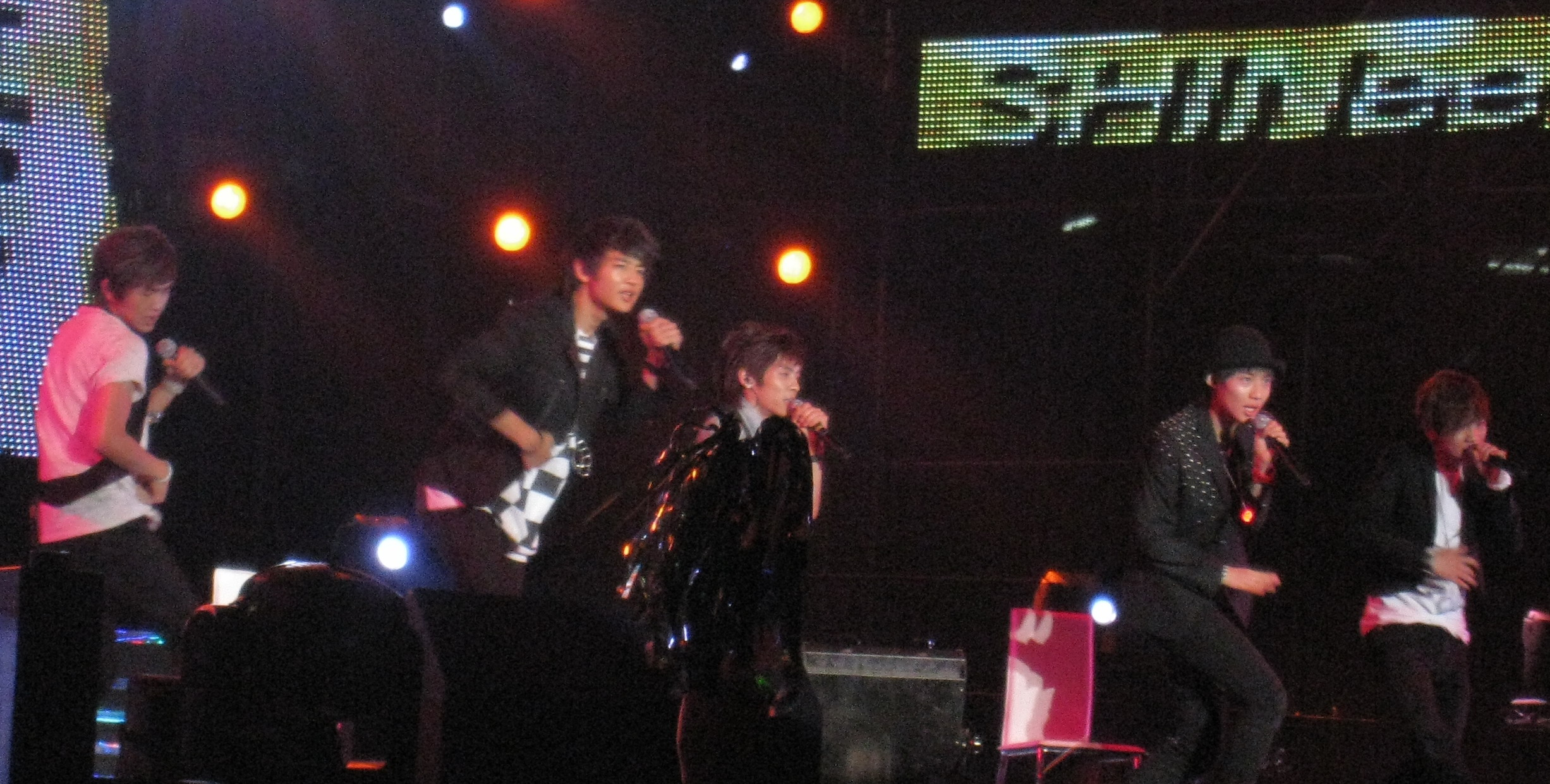
SHINee participando en el SMTOWN Live, el 7 de febrero de 2009.

SHINee lanzó su primer álbum de estudio, The SHINee World, el 28 de agosto de 2008. El álbum debutó en la tercera posición de varias listas surcoreanas y vendió más de 30 000 copias. El primer sencillo del álbum, «Sanso Gateun Neo (Love Like Oxygen)», es una versión de la canción «Show the World» de Martin Hoberg Hedegaard, escrita originalmente por Thomas Troelsen, Remee y Lucas Secon. El 18 de septiembre de 2008, «Love Like Oxygen» obtuvo el primer lugar de M! Countdown. Unos días después, SHINee recibió el premio «Mutizen» gracias a la misma canción en Inkigayo de SBS.
SHINee participó en la quinta entrega del Asian Song Festival, donde obtuvo el premio al «Nuevo mejor artista» con el grupo de chicas japonesas Berryz Kobo. El 30 de octubre de 2008, el grupo asistió al Ich Awards Style, donde ganó el premio como «Nuevo ícono». El mismo día, se lanzó la reedición de The SHINee World titulada A.Mi.Go. El disco contiene tres canciones nuevas, «Forever or Never», un remix de «Sa.Gye.Han (Love Should Go On)» y el sencillo promocional «Amigo».
El 15 de noviembre de 2008, SHINee ganó el premio «Mejor nuevo grupo masculino» en la décima edición de los Mnet Asian Music Awards, superando a otros novatos como U-KISS, 2PM, 2AM y Mighty Mouth.
A principios de febrero de 2009, SHINee ganó el premio «Mejor recién llegado» con Davichi y Mighty Mouth en los Seoul Music Awards. El segundo miniálbum de SHINee, Romeo, fue lanzado el 25 de mayo. El sencillo del disco, «Juliette», fue publicado ocho días antes. «Juliette» es un remake de la canción de Corbin Bleu, titulada «Deal with It». SHINee interpretó el sencillo en Music Bank el 5 de junio de 2009 y obtuvo el primer trofeo para la canción.
El grupo lanzó su tercer miniálbum, 2009, Year of Us, el 19 de octubre de 2009. El sencillo principal «Ring Ding Dong» fue lanzado digitalmente el 14 de octubre. A principios de diciembre de 2009, SHINee recibió el «Premio de popularidad» con Super Junior en la vigésima cuarta entrega de los Golden Disk Awards.

### 2010-2011:Lucifer, debut japonés yThe First
En febrero de 2010, el grupo ganó el «Premio Bonsang» en los 19th Seoul Music Awards.
Su segundo álbum de estudio, Lucifer, fue lanzado el 19 de julio de 2010, junto con el vídeo musical de «Lucifer». En cuestión de horas, el álbum superó exitosamente varias listas de ventas de álbumes digitales y físicos en Corea del Sur. Las canciones de este álbum fueron «seleccionadas con más cautela» y se dice que «el álbum da una gran oportunidad al oyente para disfrutar de los diferentes personajes musicales y de las habilidades vocales de los miembros mayores de SHINee». La primera interpretación de «Lucifer» se realizó el 23 de julio de 2010 en el escenario de Music Bank. Hello, la reedición de Lucifer fue lanzada el 1 de octubre de 2010. Mientras que, el videoclip del sencillo «Hello» fue lanzado el 4 de octubre de 2010. La reedición contenía tres nuevas canciones, «Hello», «One» y «Get It».
En medio de actividades promocionales para su segundo álbum de estudio, el grupo también participó en SMTown Live '10 World Tour, junto a sus compañeros de agencia. El 21 de agosto de 2010, actuaron en un concierto celebrado en el Estadio Olímpico de Seúl. El 4 de septiembre de 2010, también actuaron en un concierto en Staples Center, Los Ángeles. Luego, el 11 de septiembre de 2010, SHINee también participó en un concierto en el estadio Hongkou de Shanghái. Tres meses después, SHINee marcó el comienzo de su primera gira de conciertos SHINee World con un concierto en Yoyogi National Gymnasium, Tokio, donde asistieron alrededor de 24 000 fanáticos.

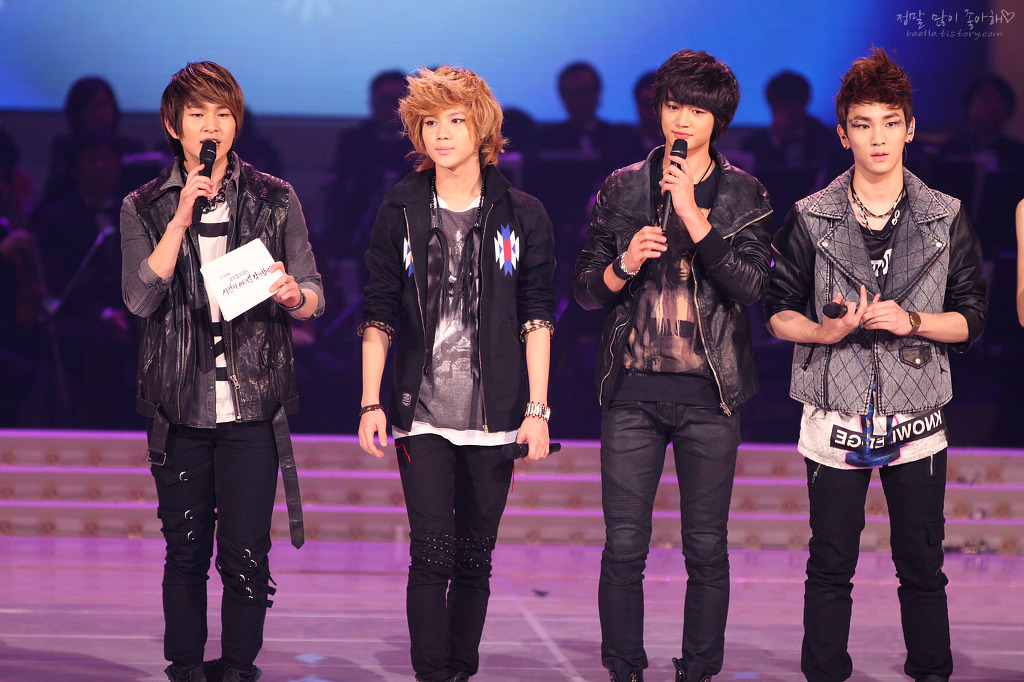
SHINee el 3 de marzo de 2011.

El 1 de enero de 2011, SHINee realizó un concierto en la Arena de Gimnasia Olímpica de Seúl como parte de su gira, SHINee World. El concierto continúa en Taipéi, Nankín, Singapur, Nagoya y Osaka a lo largo de 2011. Del 25 al 26 de enero de 2011, el grupo participó en el SMTown Live '10 World Tour con sus compañeros de agencia en el Yoyogi National Gymnasium en Tokio, seguido de dos conciertos en Zenith de París en París, tres conciertos en el Domo de Tokio en Tokio y en el Madison Square Garden en la ciudad de Nueva York.
El 22 de junio de 2011, se lanzó la versión japonesa de «Replay» y vendió más de 91 000 copias en su primera semana. La canción recibió una certificación de oro por la RIAJ al vender de más de 100 000 copias. El 19 de junio, SHINee estableció un récord como el primer artista asiático en presentarse en los Abbey Road Studios de Londres con un concierto en japonés. El 22 de julio de 2011, SHINee comenzó su debut en el Japan Premium Reception Tour. El grupo presenta conciertos mientras viaja a varias ciudades de Japón, como Fukuoka el 22 de julio, Kobe el 23 de julio, Tokio el 27 y 28 de julio, Sapporo el 8 de agosto y Nagoya el 11 de agosto de 2011. El 28 de agosto y el 12 de octubre de 2011, se lanzaron dos versiones japonesas de «Juliette» y «Lucifer».
El grupo fue invitado para abrir el sexto Festival de Cine de Corea en Londres que tuvo lugar en el Odeon West End Theatre de Londres el 3 de noviembre de 2011. También actuaron en su propio concierto en Londres, las entradas se agotaron en minutos. SHINee es el primer grupo de K-pop en tener un concierto en solitario frente a la sociedad londinense. Su primer álbum de estudio japonés, The First, fue lanzado el 7 de diciembre de 2011. La versión regular del álbum presenta una banda sonora titulada «Stranger» del drama Strangers 6 como un extra. El 8 de diciembre, Taemin, Onew y Key lanzaron un diario llamado Children of the Sun que contiene historias de su viaje a Barcelona, España. Los miembros tomaron fotografías y escribieron sus propios diarios durante las vacaciones. SHINee también participó en el álbum Winter SMTown 2011 - The Warmest Gift interpretando la canción «Last Christmas». El álbum recopilatorio fue lanzado el 13 de diciembre de 2011.
SHINee realizó un concierto para celebrar el exitoso lanzamiento de su primer álbum japonés, The First, en el Tokyo International Forum Hall Al 24 de diciembre de 2011. Interpretaron seis canciones incluyendo su primer sencillo japonés, «Replay (Kimi wa Boku no Everything)» y «Lucifer», así como una nueva canción del álbum titulada «To Your Heart». El 28 de diciembre de 2011, Tower Records Japan anunció que SHINee ganó el premio  «Artista del año» en K-Pop Lovers! Awards 2011, superando a otros grupos de K-pop.

### 2012-2013:Sherlock,Dream Girl,Why So Serious?,Boys Meet UyEverybody
El cuarto miniálbum de SHINee, Sherlock, fue lanzado digitalmente el 19 de marzo de 2012, mientras que un álbum físico fue lanzado el 21 de marzo. Cinco días después, SHINee y sus compañeros de agencia se convirtieron en accionistas de SM Entertainment. Recibieron 340 acciones (por un valor de 13 600 dólares por cada miembro).
La versión japonesa de «Sherlock» fue lanzada en Japón el 16 de mayo. El grupo también comenzó su primera gira japonesa titulada SHINee World 2012 el 25 de abril de 2012. Con un total de 20 conciertos, donde recorrieron Fukuoka, Sapporo, Nagoya, Osaka, Kobe, Tokio e Hiroshima. SHINee se convirtió en el primer grupo coreano en completar su primera gira por la arena japonesa con el mayor número de espectadores, un total de 200 000. El 20 de mayo de 2012, SHINee participó en SMTown Live World Tour III junto con sus compañeros de agencia en el Honda Center en Anaheim, California. SHINee celebró su segundo concierto, SHINee World II, que comenzó en Seúl el 21 y 22 de julio en el Arena de Gimnasia Olímpica.
Shinee lanzó un sencillo japonés titulado «Dazzling Girl» el 10 de octubre. La canción vendió 97 111 copas en la primera semana y fue seleccionada como la banda sonora de la serie de televisión japonesa Sukkiri. Para promocionar su nuevo sencillo, SHINee llevó a cabo la un showcase especial para «Dazzling Girl» el 1 y 13 de noviembre en el Salón Zepp en Fukuoka, Osaka, Tokio, Nagoya y Sapporo.

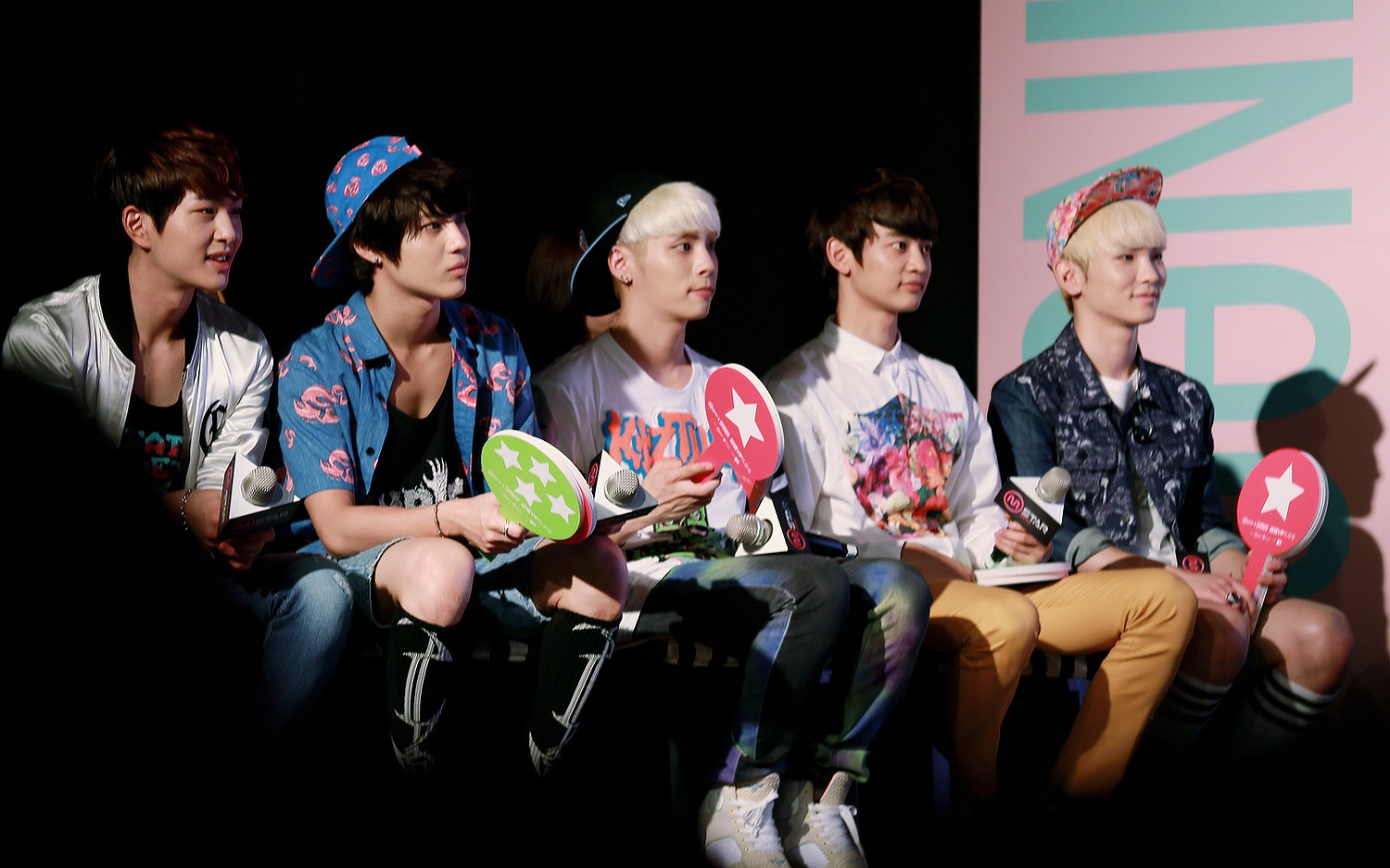
Shinee en MStar, el 30 de agosto de 2013.

El 19 de noviembre de 2012, junto con el actor Kim Soo-hyun, SHINee recibió el «Premio del Ministerio de Cultura» en el Korean Popular Culture & Arts Award en por el Ministerio de Cultura, Deportes y Turismo y la Agencia de Contenido Creativo de Corea en el Salón Olímpico de Seúl. El 30 de noviembre de 2012, SHINee asistió a los Mnet Asian Music Awards que se celebraron en Hong Kong donde ganaron el premio como «Mejor actuación de  baile - Grupo masculino» por su último sencillo, «Sherlock (Clue + Note)». En el mes siguiente, el grupo lanzó el primer sencillo de balada en japonés titulado «1000-nen, Zutto Soba ni Ite...» como el sexto sencillo y DVD japonés de su actuación en el SHINee World 2012.
El 15 de enero de 2013, SHINee asistió a los Golden Disk Awards celebrado en el Circuito Internacional de Sepang, Kuala Lumpur, y recibió el premio de popularidad por tercera vez después de ganarlo en 2009 y 2010, y obtuvieron el 'Bonsang Disk' para «Sherlock» que se convirtió en su segundo Bonsang después de «Lucifer» en 2010. El 3 de febrero, MBC anunció que SHINee protagonizaría su propio evento especial para dar la bienvenida al Año Nuevo Lunar titulado SHINee’s Wonderful Day, que se transmitió el 10 de febrero. El evento especial presenta a los miembros de SHINee visitando varios países: Onew a Tailandia, Jonghyun a Japón, Key y Minho a Inglaterra y Taemin a Suiza.
El tercer álbum de estudio de SHINee consta de dos partes. La primera parte titulada Dream Girl - The Misconceptions of You fue lanzada el 19 de febrero, mientras que la segunda parte titulada Why So Serious? - The Misconceptions of Me fue lanzada el 29 de abril. El sencillo principal «Dream Girl» es una canción de electro funk producido por Shin Hyuk y Joombas Music Factory. Más tarde se lanzó un álbum recopilatorio, The Misconceptions of Us, con la adición de dos nuevas canciones: «Selene 6.23» y «Better Off».
El 13 de marzo, SHINee lanzó el sencillo japonés «Fire». Posteriormente, el grupo lanzó su segundo álbum japonés, Boys Meet U el 26 de junio. El sencillo «Breaking News» se lanzó cuatro días antes. El 28 de junio de 2013, SHINee se embarcó en su segunda gira japonesa en Saitama. Otro sencillo japonés, «Boys Meet U», fue lanzado el 21 de agosto. El lanzamiento también incluye la canción «Sunny Day Hero» y la versión japonesa de «Dream Girl». Un mes después, SM Entertainment anunció que el quinto EP de SHINee se lanzaría el 14 de octubre. El 6 de noviembre de 2013, la discográfica anunció sobre un festival de música llamado SM Town Week. El concierto de SHINee titulado The Wizard se convirtió en el acto de apertura del festival el 21 de diciembre en KINTEX en Ilsan.

### 2014-2015:Im Your BoyyOdd
El 29 de enero de 2014, SHINee realizó su tercera gira en marzo llamada SHINee World III donde se realizaron varios conciertos adicionales en Sudamérica. El 24 de febrero, la alcaldesa del distrito de Gangnam, Shin Yeon-hee, anunció que SHINee fue nombrado embajador honorario del distrito Gangnam de Seúl. El 2 de abril el grupo lanzó su segundo álbum en vivo titulado The 2nd Concert Album «SHINee World II in Seoul», el álbum fue grabado durante su segunda gira, SHINee World II, en julio de 2012. El 19 de mayo, Universal Music Japan reveló que SHINee lanzaría «Lucky Star», su décimo sencillo en japonés, el 25 de junio como su primer lanzamiento bajo EMI Records (anteriormente Nayutawave Records). El 29 de mayo, Universal Music reveló que el grupo se embarcaría en su tercera gira por Japón, de septiembre a diciembre de 2014. A partir del 28 de septiembre, el grupo comenzó su gira en Chiba, con treinta actuaciones programadas en todo el país, concluyeron su gira el 14 de diciembre en Kobe. El vídeo teaser para el sencillo fue lanzado a través del canal en YouTube de Universal Music el 19 de mayo, y la versión corta del videoclip fue lanzado el 30 de mayo. El 12 de agosto, Universal Music anunció que el grupo lanzaría su tercer álbum en japonés, titulado I'm Your Boy, el 24 de septiembre de 2014, precedido por los sencillos «Boys Meet U», «3 2 1» y «Lucky Star». El teaser para el videoclip de «Downtown Baby», el sencillo del álbum, fue liberado el 5 de septiembre.

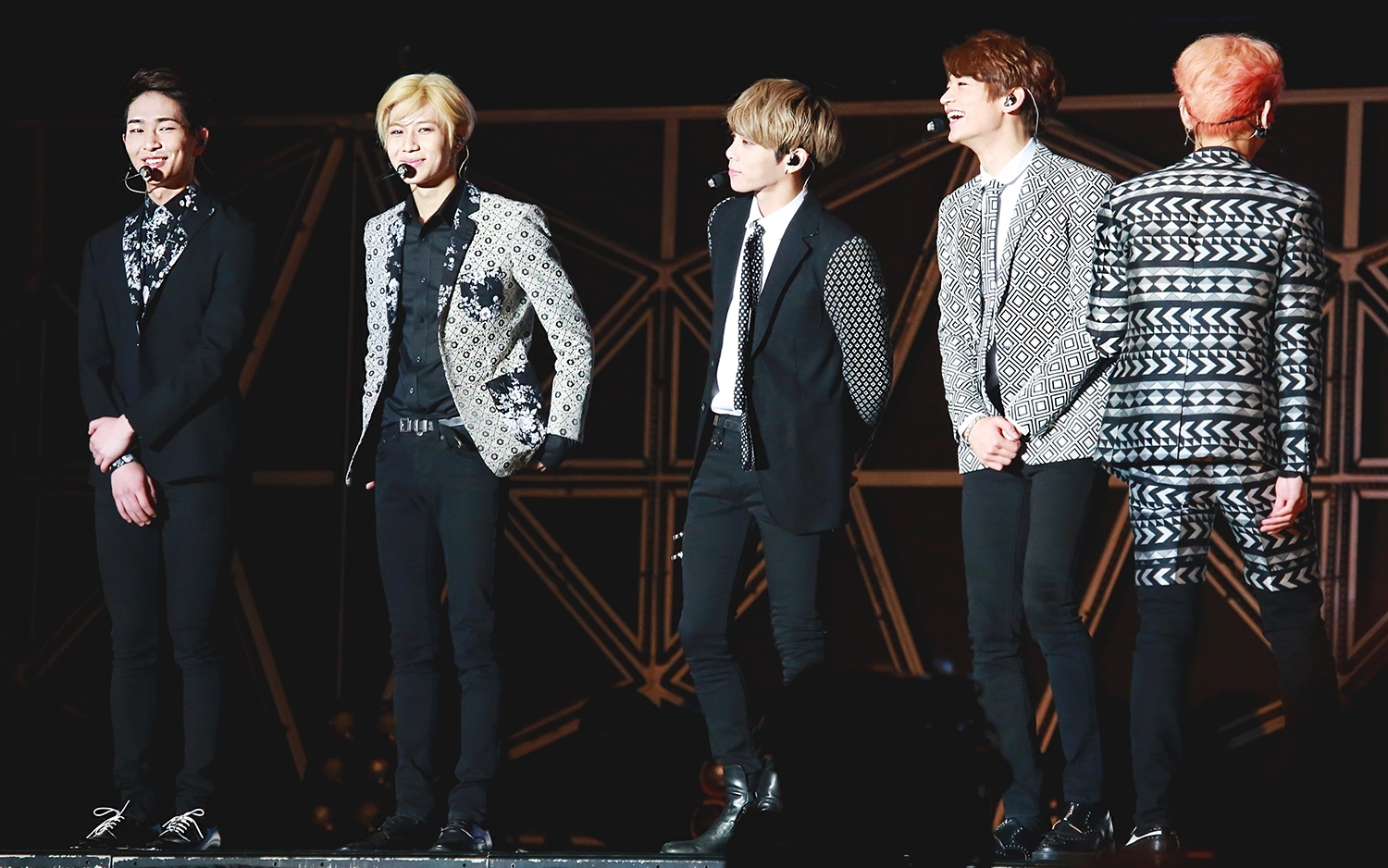
SHINee en Town Live World Tour IV en 2015.

El 11 de diciembre de 2014, el grupo lanzó su tercer álbum en vivo, The 3rd Concert Album «SHINee World III», grabado en la gira Shinee World III, celebrada en el Arena de Gimnasia Olímpica el 8 y 9 de marzo del mismo año, con dos CD con un total de treinta y tres canciones. SM Entertainment reveló el 15 de diciembre que SHINee fue capaz de llenar el  en Kobe, Japón, con 16 000 fanes entre el 13 y el 14 de diciembre. Con eso, el grupo concluyó con éxito su gira de treinta conciertos que comenzó en el Ichihara City Hall, en Chiba, reuniendo a 200 mil fanes en general. Además, se confirmó que SHINee celebraría un concierto en solitario en el Tokyo Dome, por primera vez desde su debut en Japón el 14 y 15 de marzo de 2015. El concierto en el Tokyo Dome marcó el final de su gira japonesa.
El 6 de febrero de 2015, se anunció que SHINee lanzaría su undécimo sencillo en japonés, «Your Number», el 11 de marzo del mismo año. El 17 de febrero, el grupo se presentó como el único artista coreano en el programa del Año Nuevo chino, Chun Jie Wan Hui, organizado por la cadena de televisión Liaoning TV. En marzo de 2015, se reveló que el grupo iniciaría su cuarta gira el 15, 16 y 17 de mayo. En mayo del mismo año, el grupo anunció que iba a hacer su regreso con su cuarto álbum de estudio en coreano, titulado Odd, el 18 de mayo y al día siguiente lanzó el videoclip del sencillo «View», una canción escrita por Jonghyun y producida por LDN Noise. El videoclip de «View» recibió más de un millón de visualizaciones poco después de su lanzamiento. El álbum encabezó varias listas, quedando en el primer lugar en la semana del 18 al 24 de mayo. El vídeo musical de «View» fue el vídeo de K-pop más visto mundialmente en el mes de mayo de 2015. Después de su lanzamiento, Odd debutó en el primer lugar de World Albums de Billboard, y en la novena posición de Top Heatseekers. El 29 de julio, se anunció que la reedición del álbum, titulada Married To The Music, sería lanzado el 3 de agosto de 2015 con cuatro nuevas canciones: «Married To The Music», «Savior», «Hold You» y «Chocolate». El 2 de agosto, el vídeo musical del sencillo «Married To The Music» fue lanzado, obteniendo millón de visualizaciones en pocas horas. La canción lideró varias listas en tiempo real, tales como Melon, Genie, Naver, Bugs, Olleh, Mnet y Soribada. El 14 de septiembre, se anunció que SHINee lanzaría su duodécimo sencillo en japonés, «Sing Your Song», el 27 de octubre de 2015. El 13 de diciembre del mismo año, se lanzó el vídeo musical de la canción «DxDxD».

### 2016-2017:DxDxD,1 of 1,Fivey fallecimiento de Jonghyun
SHINee lanzó su cuarto álbum de estudio en japonés, titulado D×D×D, el 1 de enero de 2016 el cual contiene las canciones «Your Number», «Love», «Sing Your Song» y la versión japonesa de «View». El álbum se posicionó en el primer lugar de Oricon durante dos semanas consecutivas. El grupo dio inicio a la gira SHINee World 2016 el 30 de enero en el Marine Messe Fukuoka, llegando a su fin el 19 de mayo del mismo año en el Tokyo Dome. Todavía en febrero, la revista Forbes lanzó una nueva lista con las «Celebridades más poderosas de Corea», donde SHINee estaba incluido una vez más. El 28 de marzo del mismo año, el grupo asistió a los premios East Billboard Music Awards" y recibió el prestigioso premio al mejor grupo de Asia, siendo el único grupo de K-pop en ser invitado y presentarse en la ceremonia. El 20 de abril de 2016, el grupo lanzó el álbum en vivo The 4th Concert Album «SHINee World IV», grabado en Seúl durante el concierto SHINee World IV en 2015.

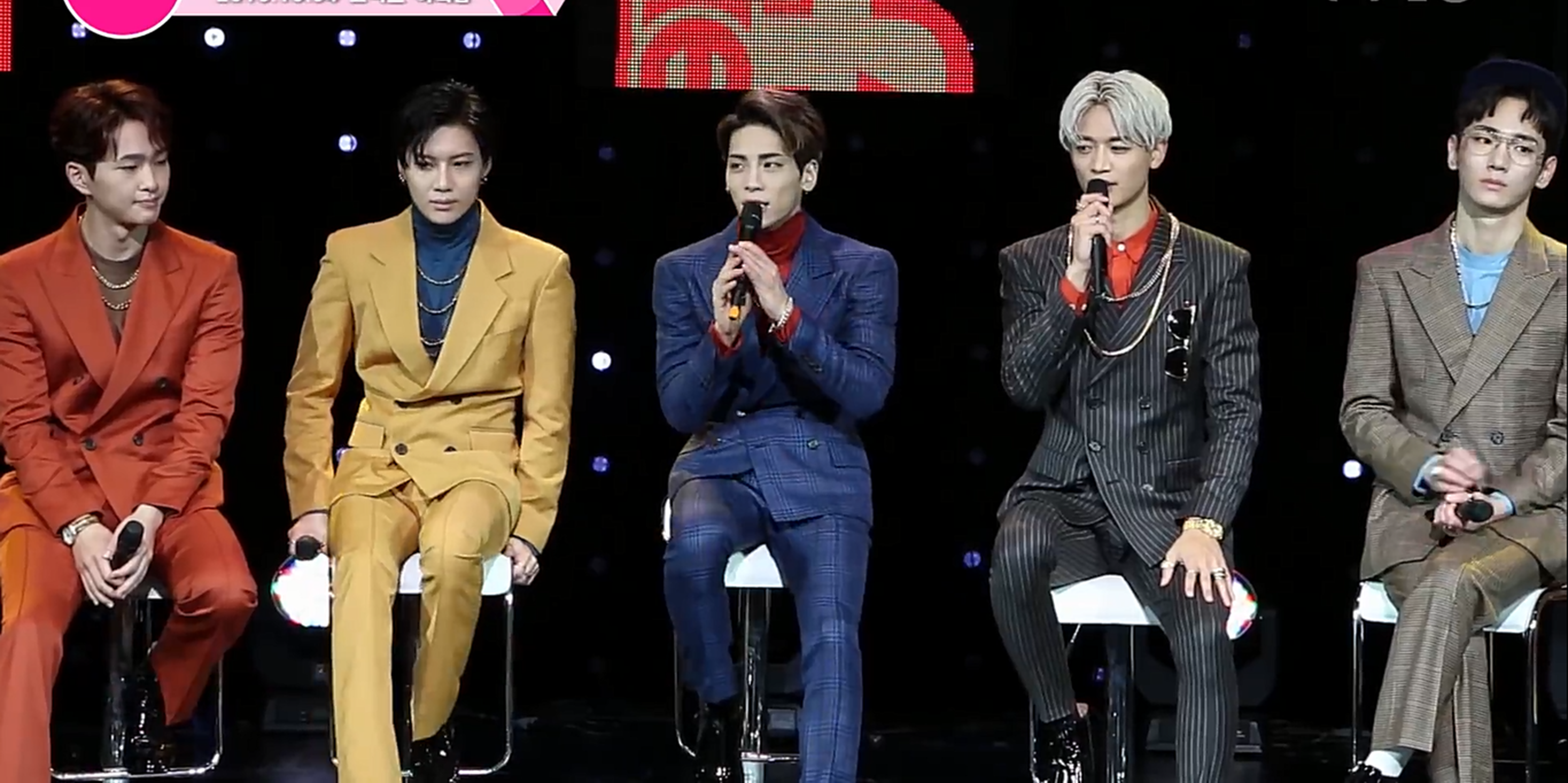
SHINee durante un showcase del álbum 1 of 1, el 4 de octubre de 2016.

SHINee realizó su primer fanmeet en los Estados Unidos, en el Rosemont Theatre en Chicago el 8 de mayo de 2016, teniendo sus 4.400 entradas agotadas en menos de 30 segundos. Su decimotercer sencillo japonés, «Kimi no sei de», fue lanzado el 18 de mayo, vendiendo más de 69 mil copias en Japón. El 2 de junio, el grupo participó en el festival KCON celebrado en París, Francia. También para el primer semestre de 2016, SHINee quedó en tercer lugar en Japón por una cantidad de público en conciertos con cerca de 364.000 personas en veinte conciertos. El 31 de julio, el grupo realizó su segundo fanmeet en los Estados Unidos, en el Verizon Theatre at Grand Prairie en Dallas. El grupo dio inicio a la gira de conciertos SHINee World V el 4 de septiembre en Seúl. El 1 de octubre de 2016, el grupo participó en el Spectrum Dance Music Festival. El 5 de octubre, se lanzó su quinto álbum de estudio en coreano, titulado 1 of 1, con el sencillo del mismo nombre. El álbum da un giro modernizado en el género retro, y remite al período de los años 80 y 90. El álbum se ubicó en el primer puesto de Gaon Album Chart, y en el segundo lugar de World Albums de Billboard, además de vender más de 170 000 copias en su primer mes de lanzamiento en Corea del Sur. La reedición del álbum, titulada 1 and 1, fue lanzada el 15 de noviembre del mismo año con cinco nuevas canciones. El 21 de diciembre de 2016, SHINee lanzó su décimo cuarto sencillo en japonés, «Winter Wonderland», que debutó en el número dos en la lista Oricon y vendió más de 80 000 copias en una semana.
En enero de 2017, el grupo lanzó el vídeo musical de la canción «Get The Treasure», como un prelanzamiento del álbum Five. El álbum fue lanzado físicamente el 22 de febrero, vendiendo más de 49 mil copias en su primer día de lanzamiento. Para promocionar el álbum, comenzaron su quinta gira en Japón, SHINee World 2017, comenzando en el Sun Dome Fukui el 28 de enero de 2017 y terminando en Tokio el 30 de abril del mismo año, con un total de veinticinco conciertos en diez ciudades. Para el primer semestre de 2017, SHINee se ubicó en sexto lugar en Japón por la gran cantidad de gente que asistieron a su concierto con aproximadamente 338.238 personas, alcanzando la clasificación más alta de todos los artistas coreanos en la lista, siendo el único en entrar en el top diez. Más tarde, el grupo agregó cuatro presentaciones adicionales para la gira en el Tokyo Dome y Kyocera Dome a partir de septiembre de 2017. El 18 de diciembre de 2017, se confirmó el fallecimiento de Kim Jong-hyun a los 27 años de edad, después de inhalar monóxido de carbono. Él fue encontrado inconsciente en su apartamento en Gangnam, Seúl, y fue llevado inmediatamente al hospital donde falleció. SHINee había programado una serie de conciertos en Japón en febrero de 2018, y después de entrar en discusión sobre si suspender los conciertos, decidieron seguir promoviendo como un cuarteto y proseguir con su gira japonesa según lo previsto.

### 2018-2019:The Story of Light

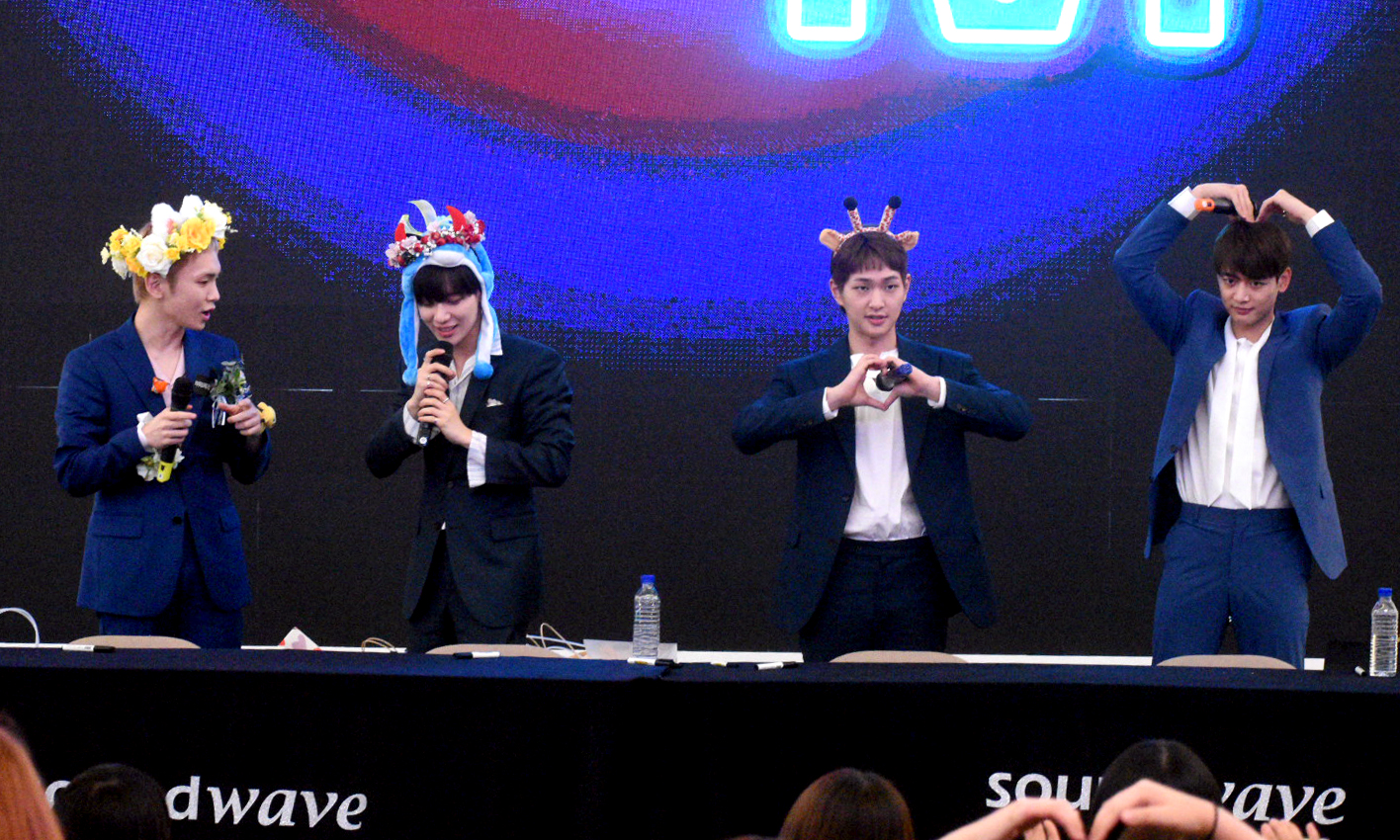
SHINee en un fansign, el 29 de junio de 2018.

Después del fallecimiento de Jonghyun el 18 de diciembre de 2017, los miembros restantes entraron en discusión sobre si posponer los conciertos y los celebraron según lo programado. SHINee World The Best 2018 (promocionado como SHINee Concert " SHINee WORLD THE BEST 2018 ～ FROM NOW ON ～). Fue la sexta gira de conciertos en Japón de la banda de chicos de Corea del Sur Shinee . Esta gira fue descrita como la culminación de las actividades de SHINee en Japón desde su debut, comenzó en Osaka Dome el 17 de febrero de 2018 y terminó en Tokyo Dome el 28 de febrero de 2018. El álbum asociado para esta gira fue Shinee The Best From Now On .  Los conciertos atrajeron a más de 220.000 espectadores.
El 26 de marzo de 2018, el grupo lanzó el sencillo japonés, «From Now On», junto con Jonghyun. El grupo lanzó el álbum recopilatorio, SHINee The Best From Now On, en Japón el 18 de abril de 2018, vendiendo más de 89 mil copias en su primera semana de lanzamiento. El 30 de abril de 2018, el grupo reveló en un post en Twitter, que lanzarían un nuevo álbum a finales de mayo, para coincidir con su décimo aniversario, y también realizaría un fanmeeting en el SHINee Day en Seúl para el 27 de mayo, siendo la primera interacción del grupo con el público surcoreano desde el fallecimiento de Jonghyun en diciembre de 2017. El 16 de mayo de 2018, SM Entertainment reveló teasers para el sexto álbum coreano del grupo dividido en tres partes, titulado The Story of Light. La primera parte del álbum fue lanzada el 28 de mayo con el sencillo «Good Evening» y la segunda parte de la trilogía fue lanzada el 11 de junio con el sencillo «I Want You». Según el grupo, la segunda parte del álbum representa la visión del grupo sobre sí mismo, mientras que la primera parte refleja lo que otros piensan de ellos. La tercera y última parte del álbum fue lanzada el 25 de junio, siendo liderado por el sencillo «Our Page», dedicado a Jonghyun.
El 1 de agosto de 2018, la versión en japonés de «Good Evening» y «I Want You» fue lanzada como parte del décimo quinto sencillo japonés de SHINee, «Sunny Side», junto con el sencillo del mismo nombre, escrita por los propios miembros del grupo.

## Integrantes
| - Onew (온유) - Key (키) - Minho (민호) - Taemin (태민) | - Jonghyun (종현) |

## Discografía
| Álbumes de estudio - 2008: The Shinee World - 2010: Lucifer - 2013: Chapter 1. Dream Girl – The Misconceptions of You - 2013: Chapter 2. Why So Serious? – The Misconceptions of Me - 2015: Odd - 2016: 1 of 1 - 2021: Don't Call Me - 2023: HARD Álbumes reeditados - 2008: A.Mi.Go. - 2010: HELLO - 2013: The Misconceptions Of Us - 2015: Married To The Music - 2016: 1 and 1 - 2018 The Story of Light: Epilogue Miniálbumes / EP - 2008: Replay - 2009: Romeo - 2009: 2009, Year of Us - 2012: Sherlock - 2013: Everybody - 2018: The Story of Light EP. 1 - 2018: The Story of Light EP. 2 - 2018: The Story of Light EP. 3 Álbumes en directo - 2012: The 1st Concert Album «SHINee World» - 2014: The 2nd Concert Álbum «SHINee World II» - 2014: The 3rd Concert Álbum «SHINee World III» - 2016: The 4th Concert Álbum «SHINee World IV» | Álbumes de estudio - 2011: The First - 2013: Boys Meet U - 2014: I'm your Boy - 2016: D×D×D - 2017: Five - 2021: Superstar |

## Conciertos
| Solitarios - Shinee World (2010-2011) - Shinee World II (2012) - Shinee World III (2014) - Shinee World IV (2015) - Shinee World V (2016) - Shinee World DxDxD (2016) - Shinee World 2017 -FIVE-(2017) - Shinee World THE BEST -From Now On- (2018) - Shinee Special party - "THE SHINING" (2019) Participaciones - SMTown Live '08 (2008-2009) - SMTown Live '10 (2010-2011) - SMTown Live World Tour III (2012-2013) - SMTown Week - "The Wizard" (2013) - SMTown Live World Tour IV (2014-2015) - KCON: Paris, Francia y Los Angeles, Estados Unidos (2016) - SMTown Live World Tour V (2016) - SMTown Live World Tour VI (2017) |